# Nagelbettprobe
Unter der Nagelbettprobe versteht man im medizinischen und vor allem im rettungsdienstlichen Bereich das Ausüben eines leichten Drucks auf das Nagelbett des Patienten und anschließender Beobachtung der Zeit (Rekapillarisierungszeit genannt) für die Farbänderung durch Rückfluss des Blutes nach Druckentlastung.
Bei gesundem Zustand füllen sich die in den Fingerspitzen befindlichen Kapillaren sofort wieder mit Blut. Sollte dies jedoch nicht, oder verzögert (in der Regel > 2 Sekunden), erfolgen, lässt das darauf schließen, dass die Extremitäten des Patienten nicht ausreichend mit Blut versorgt werden. Eine mögliche Ursache hierfür kann ein Schock, zum Beispiel hervorgerufen durch einen erheblichen Blutverlust, sein. Die Nagelbettprobe eignet sich sehr gut im Rettungsdienst, um einen solchen Schock, zumindest halbwegs frühzeitig, zu erkennen. Falsche Ergebnisse durch Kälte oder Anämie sind jedoch möglich.
Siehe auch: STaRT-Schema: Simple Triage and Rapid Treatment